# 698847 Zhangguimin
698847 Zhangguimin è un asteroide della fascia principale. Scoperto nel 2009, presenta un'orbita caratterizzata da un semiasse maggiore pari a 2,651778 UA e da un'eccentricità di 0,189523, inclinata di 18,343540° rispetto all'eclittica.
Zhang Guimin è un esperto farmaceutico e una figura di spicco nell'ingegneria farmaceutica chirale in Cina. Ha dato contributi notevoli all'esplorazione della medicina tradizionale cinese, oltre a promuovere l'integrazione innovativa tra la produzione farmaceutica moderna e la medicina tradizionale cinese.